# Geotecnia

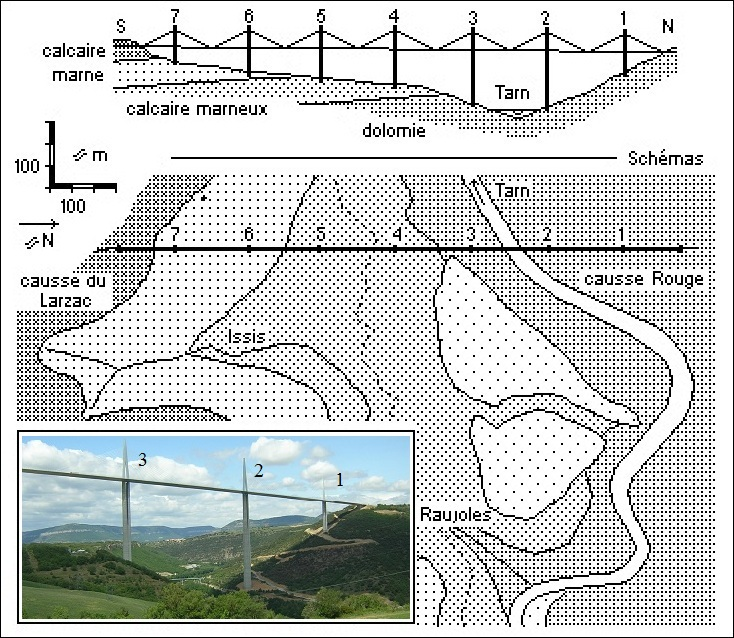
Imagem de estudo geotécnico para o Viaduto de Millau.

Geotecnia é a aplicação de métodos científicos e princípios de engenharia para a aquisição, interpretação e uso do conhecimento dos materiais da crosta terrestre e materiais terrestres para a solução de problemas de engenharia. É a ciência aplicada de prever o comportamento da Terra e seus diversos materiais, no sentido de tornar a Terra mais habitável para as atividades humanas.
A geotecnia abrange as áreas de mecânica dos solos, mecânica das rochas e proteção do meio ambiente, e muitos dos aspectos de engenharia da geologia, geofísica, hidrologia e ciências afins. Geotecnia é praticada tanto por engenheiros Ambientais, de minas, cívil, geólogos de engenharia e engenheiros geotécnicos

## Definição
A geotecnia estuda o comportamento do solo e das rochas, predominantemente referente às alterações do homem. É uma etapa extremamente relevante para qualquer construção. 
Para ser possível realizar qualquer alteração no estado natural de um terreno, é necessário conhecer suas características e entender e prever seu comportamento. 
Para a área de engenharia civil, o solo é o suporte das obras, usado nas modificações da terraplenagem, gerando cortes e aterros compactados para os mais diversos fins. Já para engenharia ambiental a geotecnia ambiental vai trabalhar na movimentação de massa de poluente no meio posso do solo, movimentação hídrica subterrânea, estudo geofísico ambiental, extração de poluente das águas e solo, estudo e estimativa de tempo da fonte de contaminação, comportamento do solo junto de terminado contaminante, investigação geotécnica, estudos físicos, químicos e biológico no solo, remediação e biorremediação de solo e água, impactos gerados por barragem de solo. Por o solo ser considerado um material heterogêneo e, possuindo propriedades variáveis, suas reações às tensões podem afetar enormemente seu comportamento. Esse estudo envolve a área de geotecnia e pode ser realizado através de ensaios e sondagens.
Os conceitos da geotecnia também são muito utilizados e tem ganhado uma grande relevância do cenário nos anos 2000, principalmente por conta de falhas de projeto que ocasionam desastres ambientais (como o desastre de Brumadinho e Mariana). Desse modo, o estudo da geotecnia é aplicado na segurança de obras como barragens de rejeito. 

## Aplicações
Exemplos de aplicação da geotecnia incluem: a previsão, prevenção ou mitigação de danos causados por desastres naturais, como avalanches, fluxos de lama, deslizamentos de terra, deslizamento de rochas, sumidouros e erupções vulcânicas. A aplicação de solo, rocha e mecânica de água subterrânea para o projeto e realização predita das estruturas de barro, tais como barragens. A previsão de design e desempenho das fundações de pontes, edifícios e outras estruturas feitas pelo homem em termos de solo subjacente e/ou rocha; e controle de enchentes e previsão.
Lida com o modo de como a natureza (o meio) se comportará com a construção de obras de infra-estrutura. O meio pode ser o solo ou a rocha, ou seja, estuda a propriedade do solo e das rochas, a fim de executar projetos de construção. Está ligada a mecânica dos solos e a petrologia, bem como os demais ramos da Geologia.